# Matteo Messina Denaro
Matteo Messina Denaro (pronunție în italiană [matˈtɛːo mesˈsiːna deˈnaːro]; în siciliană Matteu Missina Dinaru; n. 26 aprilie 1962, Castelvetrano, Sicilia, Italia – d. 25 septembrie 2023, L'Aquila, Italia), cunoscut și sub numele de Diabolik (după un personaj italian de benzi desenate), a fost un șef al mafiei siciliene din Castelvetrano. El a fost considerat unul dintre noii lideri ai mafiei siciliene după arestarea lui Bernardo Provenzano în 11 aprilie 2006 și a lui Salvatore Lo Piccolo⁠(d) în noiembrie 2007. Fiul unui șef al mafiei, Denaro a devenit cunoscut la nivel național în Italia în 12 aprilie 2001, când revista L'Espresso⁠(d) l-a pus pe coperta cu titlul: Ecco il nuovo capo della Mafia („Iată-l pe noul șef al Mafiei”).
Messina Denaro a devenit un fugar pe lista celor mai căutați în 1993; conform Forbes în 2010, el a fost unul dintre cei mai căutați și mai puternici zece infractori din lume. Odată cu moartea lui Bernardo Provenzano în 2016 și a lui Salvatore Riina în 2017, Messina Denaro a fost văzut drept șeful necontestat al tuturor șefilor din cadrul mafiei. După 30 de ani de fugă, el a fost arestat în 16 ianuarie 2023 lângă o clinică privată din capitala Siciliei, Palermo.

Matteo Messina Denaro în 1993